# Sebastian Cleemann

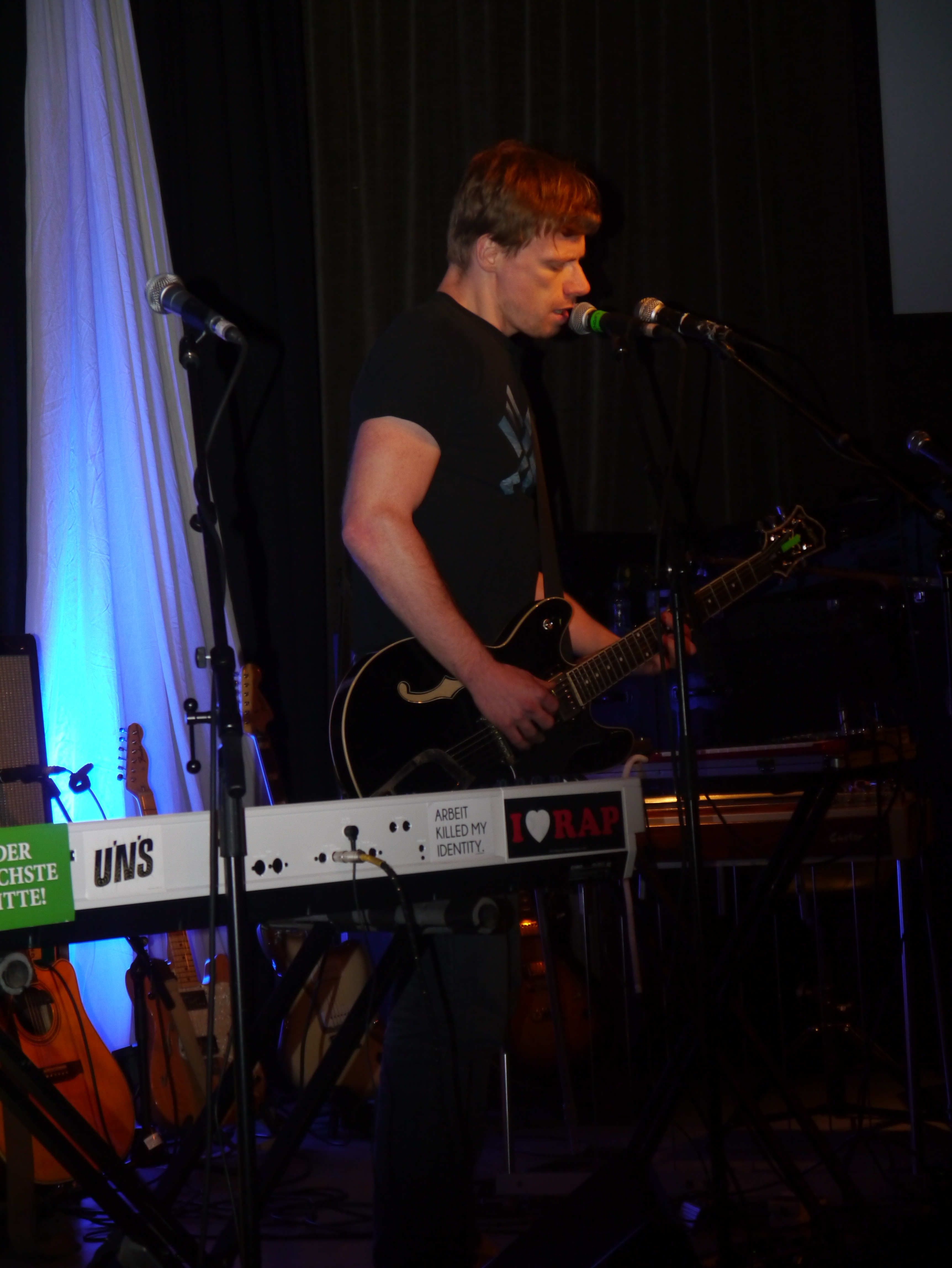
Sebastian Cleemann live als Petula am 24. Oktober 2014 in der Stummschen Reithalle

Sebastian Cleemann (* 20. Jahrhundert) ist ein deutscher Multiinstrumentalist. Er spielte in den beiden Bands Seidenmatt und Kate Mosh. Zudem betreibt er sein Soloprojekt Petula und ist Mitglied der Band UNS.

## Leben
Sebastian Cleemann war von 2003 bis 2008 Gitarrist der Indie-Rock-Band Kate Mosh und beteiligte sich an drei Alben sowie zwei Singles. 2007 schloss er sich der Band Seidenmatt an, wo er als Sänger, Gitarrist und Keyboarder agiert. Seit 2013 ist er zudem Live-Schlagzeuger von ClickClickDecker. Seit dem Album Am Arsch der kleinen Aufmerksamkeiten (veröffentlicht im November 2018) ist er auch als Bandmitglied im Studio dabei.
Neben seinen verschiedenen Arbeiten mit diversen Bands gründete er 2001 sein Folk-Projekt Petula. Auf Grund der starken Einflüsse elektronischer Musik bezeichnet Cleemann die Musik seines Soloprojekts als „Loop-Folk“. Nach diversen Online-Veröffentlichungen über SoundCloud und Bandcamp erschien 2010 sein erstes Album beim DIY-Label froggi Records. 2013 folgte das zweite Album Don’t Forget Me, Petula! Don’t Forget Everything, Petula! über das AnalogSoul-Sublabel DIA (im Vertrieb von Broken Silence). 2014 folgte eine Split-EP mit ClickClickDecker über Analogsoul und Audiolith Records.
2019 veröffentlichte Cleemann nach zwei Jahren Arbeit sein drittes Album Fuck This Shit, auf dem Kevin Hamann und Oliver Stangl von ClickClickDecker im Background singen.

## Diskografie

### Als Petula

#### Alben
- 2010: Elephant Dresses (Tape + Download, Froggi Records)
- 2013: Don’t Forget Me, Petula! Don’t Forget Everything, Petula! (Analogsoul)
- 2019: Fuck This Shit (Golden Ticket)

#### EPs
- ca. 2002: flwr (MCD, später als Download)
- 2009: Up from the Wilderness Like Pillars of Smoke (Online-Album)
- 2009: Brothers (Floppy-Disk-EP, Download, Froggi Records)
- 2010: Minotaur Miniskirt (Download, Rote Raupe)
- 2010: Hemline Well Above the Knees (Remix-EP, Download)
- 2010: Guesses (Polaroid-EP, Download)
- 2011: Split-EP (mit Candelilla, Download)
- 2012: Dia02 (Split-EP mit The Micronaut, Dia Records)
- 2012: Collaboration (MC mit Kid Ikarus, Froggi Records)
- 2013: Circles (Download, Analogsoul)
- 2014: Split-EP mit ClickClickDecker (Audiolith Records)
- 2015: One Last Note Before the Rapture (Download, Analogsoul)

### Mit Kate Mosh
- 2004: Life Is Funfair  (Album, Sinnbus Records)
- 2005: 4 AM and It’s Already Hell (EP, Noisolution)
- 2006: Breakfast Epiphanies (Album, Noisolution)
- 2006: Amourette (Single, Noisolution)
- 2008: The U in Us (Single, Flight 13)

### Mit Seidenmatt
- 2007: The Goal Is to Make the Animals Happy (Digifile, Sinnbus)

### Mit UNS
- 2011 Nee/Uns Vier (Single, All Rock'n'Roll Speeds Up)
- 2014 Gegengift (Album, Noisolution)